# Ferdinand Horvath
Ferdinand Huszti Horvath (28 août 1891, Budapest - 11 novembre 1973, Californie), de son vrai nom Nandor Mahali Lowenstein, était un artiste d'esquisse hongrois émigré aux États-Unis et ayant travaillé pour les studios Disney de 1933 à 1937.

## Biographie
Son père, négociant en liqueurs et viennoiseries, espère voir son fils reprendre son commerce mais Nandor préfère entamer des études d'ingénieur, qu'il arrête au profit de celle des Beaux-Arts en s'installant à Paris. C'est à ce moment qu'éclate la Première Guerre mondiale. Il retourne en Hongrie pour y faire son service militaire mais il est fait prisonnier par l'armée russe qui l'incarcère deux ans et demi, période sur laquelle Horvath écrira un livre intitulé Captured publié en 1930. Après une évasion et un périple aventureux, il rejoint Budapest et reprend les combats.
En 1920, juste marié, il ne parvient pas à vivre du dessin et de la peinture. Le couple Horvath décide d'émigrer aux États-Unis, débarquant à New York le 11 novembre 1921. Ferdinand survit comme peintre de fenêtre dans le bâtiment mais parvient à trouver un emploi aux studios de Paul Terry.
Après sa naturalisation américaine en 1927, il opte pour un travail d'illustrateur indépendant et réalise entre 1929 et 1931 cinq recueils d'illustrations de l'univers des contes traditionnels. Le succès est rapidement au rendez-vous : ses aquarelles, dessins à l'encre de Chine et miniatures sont présentées dans une exposition au Waldorf-Astoria.
Il rejoint les studios Disney comme animateur le 7 janvier 1933 à la demande de Walt Disney qui avait été attiré par ses représentations d'animaux anthropomorphes et travaille sur les courts métrages des Silly Symphonies, donnant un style plus européen aux films Disney. Sa première contribution est comme animateur et artiste de layout sur Old King Cole (1933).
Mais son contrat initial est une période d'essai de six mois, qui a duré finalement quatre années, mais en partie pour cette raison sa femme ne le suit pas en Californie et continue à vivre à New York, ce qui donne lieu à une importante correspondance riche d'information sur son quotidien aux studios Disney.
Dès l'été 1934, il est associé au projet de Blanche-Neige et les Sept Nains (1937) et réalise de nombreux travaux préparatoires dont des études de personnages et de décors mais fait aussi un travail similaire sur les courts métrages de Mickey Mouse et des Silly Symphonies.
En 1938, il quitte Disney après avoir participé à Blanche-Neige et les Sept Nains ,. Il rejoint alors le studio Screen Gems filiale de Columbia Pictures et travaille sur les Krazy Kat et les Color Rhapsodies.
Après la Seconde Guerre mondiale, il s'installe avec sa femme à Hollywood où ils tiennent une boutique de jouets en bois, objets de porcelaines et des cages à oiseaux. Dans les années 1950 ils déménagent à Westminster West dans le Vermont tout en vendant par correspondance leurs productions mais en repartent quelques années plus tard en Californie mais à Palm Springs où Ferdinand décède en novembre 1973.

## Filmographie
- 1933 : Old King Cole
- 1933 : Au pays de la berceuse
- 1933 : The Pied Piper
- 1935 : La Fanfare
- 1935 : Carnaval des gâteaux
- 1935 : Broken Toys
- 1936 : Les Trois Petits Loups
- 1936 : Cousin de campagne
- 1936 : Trois Espiègles Petites Souris
- 1937 : Blanche-Neige et les Sept Nains
- 1938 : Mother Goose Goes Hollywood